# Leiotelus amballae
Leiotelus amballae är en mångfotingart som beskrevs av Chamberlin 1921. Leiotelus amballae ingår i släktet Leiotelus och familjen Harpagophoridae. Inga underarter finns listade i Catalogue of Life.